# Portada/article juliol 8

## Epifania de Miquel Àngel
Epifania és un dibuix en carbonet de l'artista del renaixement italià Michelangelo Buonarroti, datat circa 1550-1553. Està realitzat sobre vint-i-sis làmines de paper amb unes dimensions de 232 cm d'altura per 165 cm d'amplada. El dibuix consta de cinc personatges principals amb algunes altres figures menys definides al fons de l'obra. Després d'haver passat per diversos propietaris, el dibuix es conserva actualment a la sala 90 del Museu Britànic. Se l'identifica amb la referència PD 1895-9-15-518.
El tema de l'obra és un enigma: si bé en l'inventari pòstum de les possessions de Miquel Àngel, de 1564, apareix esmentat com Epifania, l'Adoració dels Reis Mags, dits reis no es troben representats en l'obra. La composició mostra com a figures principals: la Mare de Déu amb l'Infant Jesús entre les seves cames, una altra figura adulta, a la seva esquerra, representa Josep de Natzaret, davant d'ell hi ha sant Joan Baptista nen i una altra figura adulta jove a la dreta de Maria que resta sense identificar i amb la qual sosté Maria una conversa. Crida l'atenció el gest realitzat per Maria com si volgués apartar sant Josep.